# فريتز جاكوبسون
فريتز جاكوبسون (بالفنلندية: Fritz Jakobsson)‏ هو رسام فنلندي، ولد في 8 يناير 1940.